# Константин Меладзе
Константин Шотаевич Меладзе е съветски и украински певец, украински композитор и музикален продуцент, заслужил деятел на изкуството на Украйна (2012).

## Биография
Роден е в Батуми, Аджарска автономна съветска социалистическа република, Грузинска ССР, СССР. Завършва Николаевския корабостроителен институт „Адмирал Макаров“, където учи с брат си Валерий (1965). Имат по-малка сестра Лиана, която е музикална продуцентка с Альона Михайлова в звукозаписната компания Velvet Music, Москва.
Брат му Валери Меладзе е певец, с когото през 2015 г. записва първия съвместен дует с песента „Моят брат“. През октомври 2018 г. става член на журито Гласът на Русия.
Сключва брак с първата си жена Яна Александровна Сум през 1994 г., с която имат 3 деца – 2 дъщери и син. След развод се жени (2015) за певицата Вера Брежнева.
През 2015 г. изплагиатства кавър версия на песента „Кукушка“ на руската група „Кино“ в изпълнение на Олга Кормухина от „Парк Горького“ и дори нагло поставя името си редом до това на великия Виктор Цой като автор на песента.